# Laharpe (1797)
Il Laharpe fu un vascello di linea francese da 74 cannoni appartenente alla quarta serie della Classe Leon Trionfante veneziana, che era stato catturato sullo scalo dell'Arsenale di Venezia nel maggio 1797.

## Storia
La costruzione del vascello di secondo rango da 74 cannoni, rimasto senza nome veneziano, ed appartenente alla quarta serie della classe "Leon Trionfante", fu ordinata dal Senato e condotta su uno degli scali dell’Arsenale di Venezia a partire dal 1782, dapprima dal capo d’opera Andrea Paresi, e poi dall’architetto Andrea Chiribiri che la portò fino ai "4 carati". In seguito fu ripresa sotto il controllo dell’architetto Andrea Spadon che lo portò ai "22 carati". Dopo la caduta della Repubblica di Venezia le truppe francesi entrarono nell’arsenale e vi trovarono il vascello praticamente completato. In vista dell’arrivo delle truppe austriache fu deciso di completare il vascello sotto la guida dell’architetto Iseppo Fonda, e la nave venne varata il 23 luglio 1797, con il nome di Laharpe lasciando l’arsenale il 17 novembre per essere trasferita ad Ancona. Il vascello fu poi portato a Tolone dove ricevette un armamento di 70 cannoni, suddivisi in 28 da 25 lb, 28 da 18 lb, e 14 di 8 lb francesi.
Il Laharpe fu trasferito a Tolone per terminare l'allestimento, e poi entrò a far parte della squadra navale del commodoro Bordé che doveva trasferirsi a Corfù. Portatosi ad Ancona la nave vi trascorse un certo periodo insieme al vascello da 64 cannoni Stengel, e le due unità furono poi raggiunte da un altro vascello da 64, il Beyrand. Insieme ad alcune unità minori i tre vascelli salparono da Ancona per tentare di portare aiuto alle truppe francesi assediate a Corfù da una squadra navale russo-turca al comando dell'ammiraglio Fëdor Fëdorovič Ušakov. A causa della presenza delle unità avversarie, superiori di numero e di armamento, e della caduta dell'isola avvenuta il 3 marzo 1799, la piccola squadra francese ritornò ad Ancona, dove poi fu bloccata dalle navi della flotta russo-turca al comando del contrammiraglio Pavel Pustoshkin.
Il Laharpe finì catturato delle truppe austriache, in collaborazione con la flotta turco-russa, alla fine dell'assedio di Ancona (dal maggio al novembre 1799), dove era stato "abbozzato" ed utilizzato come batteria. Lasciato ad Ancona per mancanza di un equipaggio addestrato, fu poi riportato a Venezia in cattive condizioni generali insieme allo Stengel nell'estate del 1800. Ancorato nel Canal Grande vi rimase per tre anni, utilizzato come batteria galleggiante per decisione dell'Arciduca Carlo d'Asburgo-Teschen. A causa del pessimo stato delle prigioni veneziane nel dicembre 1802  le autorità navali austriache (Österreichische-venezianische Kriegsmarine) decisero di convertire l'unità in nave prigione. I lavori terminarono nella primavera del 1803, e il vascello fu ancorato nel Canale di San Marco dove rimase fino al luglio del 1804, quando venne sottoposto a lavori di manutenzione, trasferito nella parte dell'Arsenale veneziano conosciuta come "Novissima Grande ". Con la costituzione del Regno d'Italia, avvenuta nel 1805, la nave ritorno in possesso francese, e vi rimase fino a quando non fu demolita, nel 1809 e il legname da essa proveniente venduto come legna da ardere.

### Annotazioni
1. ↑  La quarta serie della classe "Leon Trionfante" si componevava di altri due vascelli, il San Giorgio e l'Eolo.
2. ↑  In memoria del generale Amédée Emmanuel François Laharpe caduto in combattimento a Codogno l’8 maggio 1796.
3. ↑  Insieme ai vascelli da 64 cannoni Stengel e Beyrand entrambe unità già appartenenti alla marina veneziana, alla corvetta Cibele e alla gerba L'Egiziana.
4. ↑  Cioè ancorato in posizione di battaglia.
5. ↑  Fino alla sua demolizione rimase sempre ancorata all'interno dell'Arsenale.

### Fonti
1. ↑  http://www.veneziamuseo.it/ARSENAL/schede_arsenal/vascelli.htm.
2. 1 2 3 4 5 6  Levi 1896, p. 41.
3. ↑  Levi 1896, p. 39.
4. ↑  Levi 1896, p. 50.
5. ↑  James, Chamier 2010, p. 288.
6. ↑  Donolo 2012, p. 99.
7. ↑  Frasca 2012, p. 192.
8. ↑  Frasca 2012, p. 193.
9. ↑  Donolo 2012, p. 119.
10. 1 2  Donolo 2012, p. 120.
11. 1 2  Virginio Ilari, Piero Crociani, La marina italiana di Napoleone (1796-1814), Le marine italiane del 1792-1815 n.1, 2010.